# Sigrid Corneo
Sigrid Teresa Corneo, slovenska kolesarka italijanskega rodu, * 17. april 1971, Lecco.
Corneova je za Slovenijo nastopila na Poletnih olimpijskih igrah 2008 v Pekingu, kjer je v cestni dirki za ženske osvojila 49. mesto.